# Astomum ravenelii
Astomum ravenelii là một loài Rêu trong họ Pottiaceae. Loài này được (Austin) Müll. Hal. mô tả khoa học đầu tiên năm 1900.